# Angus McLaren
Angus McLaren (ur. 3 listopada 1988 w Leongatha, Australia) – australijski aktor, znany z roli Lewisa McCartneya w serialu H2O – wystarczy kropla.

## Życiorys
Jest perkusistą w zespole „Ballet Imperial” (zespół zmienił nazwę na „Rapids”), w którym gra razem z Jamiem Tymonym, z którym występował w serialu H2O – wystarczy kropla.

## Filmografia
| Lata      | Tytuł                   | Rola                        |
| --------- | ----------------------- | --------------------------- |
| 2000–2002 | Something in the Air    | Jason Cassidy               |
| 2002      | Shuang Tong             | St. Louis Murder Victim     |
| 2002      | Worst Best Friends      | Eddie                       |
| 2002–2003 | Sąsiedzi                | Michael Toohey              |
| 2003      | Przygody w siodle       | Darcy                       |
| 2003      | CrashBurn               | Ben                         |
| 2003–2005 | Policjanci z Mt. Thomas | Brad Delaney / Max Harrison |
| 2004      | Fergus McPhail          | Bob                         |
| 2004      | Silversun               | Degenhardt Bell             |
| 2005      | Last Man Standing       | Brendan Delaney             |
| 2006      | Court of Lonely Royals  |                             |
| 2006–2010 | H2O – wystarczy kropla  | Lewis McCartney             |
| 2008      | Cena życia              | Angus Wilson                |
| 2008–     | Chata pełna Rafterów    | Nathan Rafter               |